# Họ Lạc đà
Họ Lạc đà (Camelidae) chỉ gồm duy nhất các loài lạc đà trong phân bộ Tylopoda. Các loài còn tồn tại trong nhóm này là: lạc đà một bướu, lạc đà hai bướu, lạc đà hai bướu hoang dã, lạc đà không bướu, lạc đà Alpaca, lạc đà Vicuña và lạc đà Guanaco. Lạc đà là động vật móng guốc chẵn trong Bộ Cetartiodactyla, cùng với lợn, cá voi, hươu, gia súc, linh dương, và nhiều loài khác. Họ này được Gray miêu tả năm 1821.

## Phân loại khoa học
Họ Camelidae
- †Phân họ Poebrodontinae
- †Phân họ Poebrotheriinae
- †Phân họ Miolabinae
- †Phân họ Stenomylinae
- †Phân họ Floridatragulinae
- Phân họ Camelinae
  - Tông Lamini
    - Chi: Lama
      - Llama, Lama glama
      - Guanaco, Lama guanicoe

    - Chi: Vicugna
      - Vicuña, Vicugna vicugna

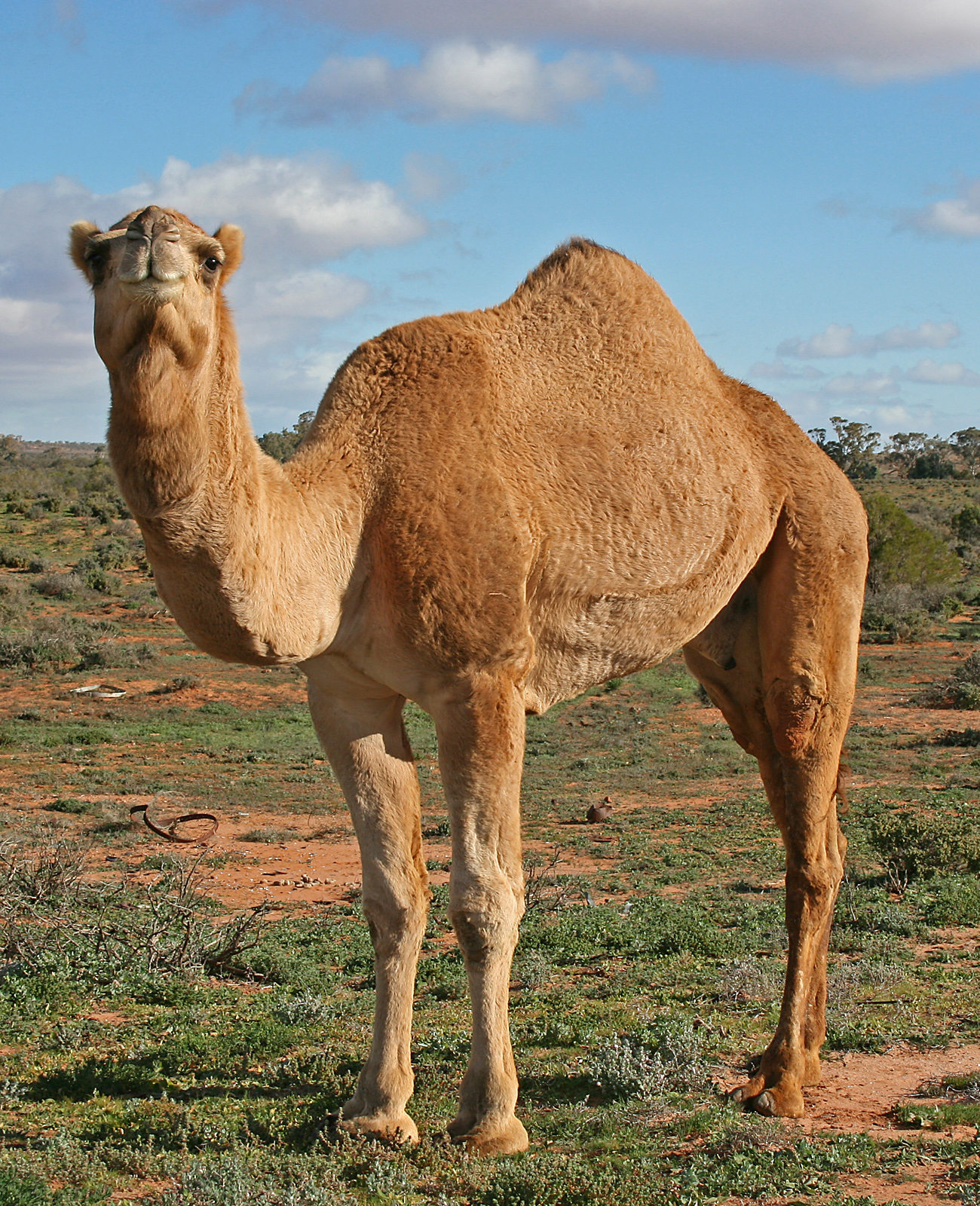
Camelus dromedarius ở Úc, gần Silverton, New South Wales

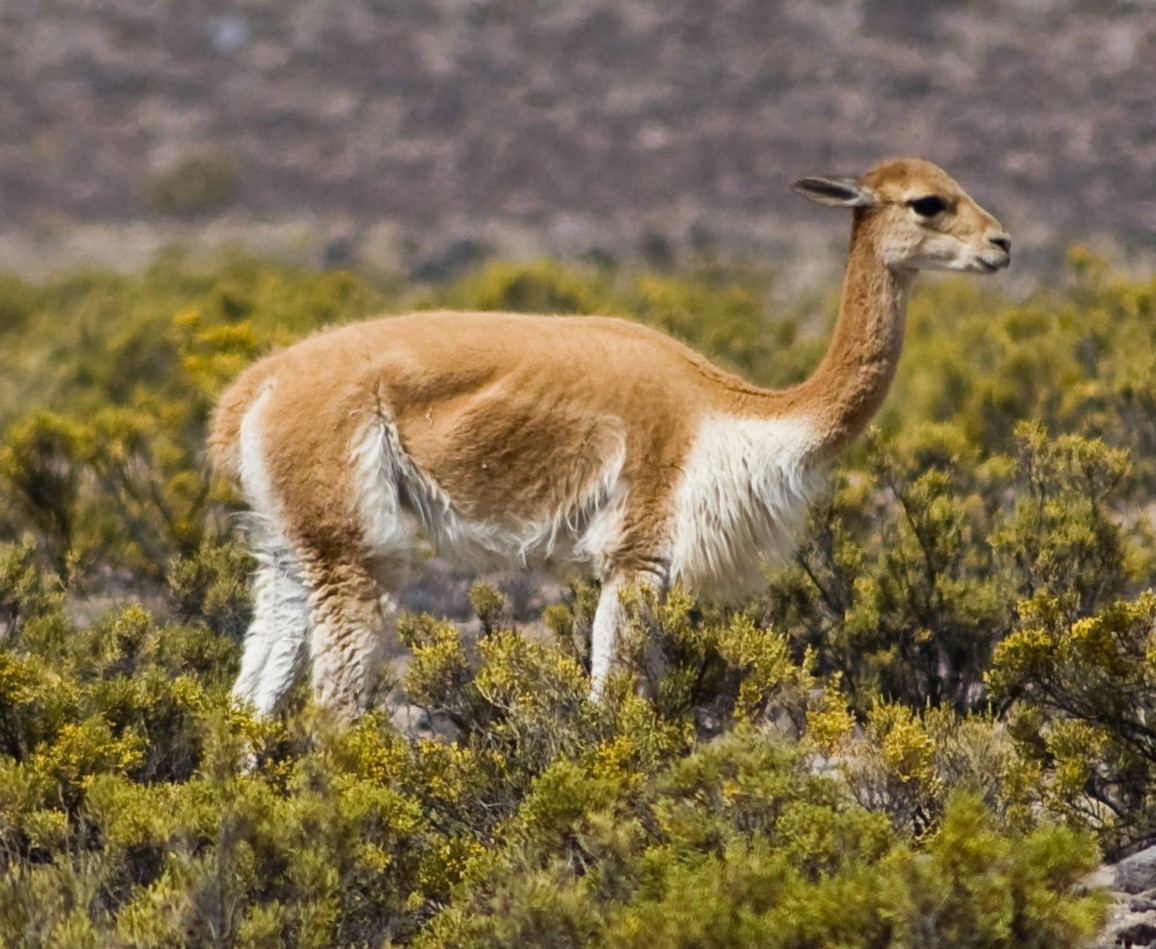
Vicuña Nam Mỹ (Vicugna vicugna)

      - Alpaca, Vicugna pacos (trước đây thuộc chi Lama)

  - Tông Camelini
    - Chi: Camelus
      - Camelus dromedarius
      - Camelus bactrianus
      - †Camelus gigas
      - †Camelus hesternus
      - †Camelus sivalensis

## Hình ảnh

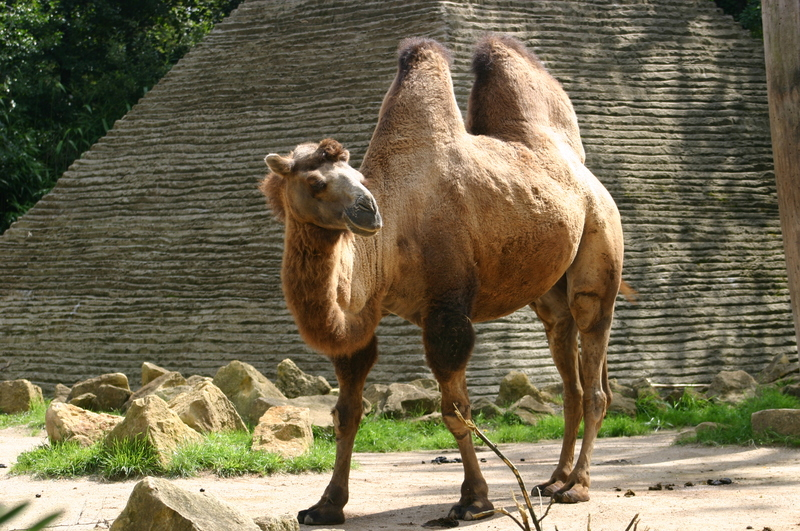